# Autobahn (album)
Autobahn is het vierde studioalbum van de band Kraftwerk uit Düsseldorf. Het verscheen in november 1974.
Later werd het vooral bekend door de titelsong, die als sterk ingekorte radioversie hoog in de Britse en Amerikaanse hitlijsten kwam. Het album was met internationale top-10 vermeldingen zeer succesvol en is zo een van de bekendste werken van de band en geldt ook als een markante manifestatie van de ontwikkeling van de naoorlogse Duitse cultuur.
Het titelnummer van het album betreft een geluidsuitbeelding van een rit met een personenauto over de snelweg. De oorspronkelijke LP-versie van het nummer neemt een gehele kant van de oorspronkelijke grammofoonplaat in beslag en duurt ruim 22 minuten: een langere duur was destijds op een grammofoonplaat niet mogelijk. Dergelijke nummers kwamen in de jaren 70 sporadisch voor bij vaak als underground en als "niet-commercieel" aangemerkte groepen die het niet moesten hebben van radiohits. Van dit nummer werd echter ook een single-versie gemaakt, die bekend werd als een vroege hit in het genre elektronische muziek waaruit de Elektropop zou ontstaan.

## Ontstaan
Het album markeert voor de band het einde van de beginfase waarin ze buiten Duitsland ook wel onder de verzamelnaam krautrock werd geschaard, al op het volgende album waren uitsluitend elektronische instrumenten te horen. Hierdoor was dit album ook het laatste met gitarist Klaus Roeder, doordat conventionele instrumenten niet meer toegepast werden. Hiertegenover staat dat er met Wolfgang Flür (elektronisch slagwerk) een nieuwe muzikant in de band kwam.
Op het album is een heel scala aan elektronische instrumenten te horen, waardoor Autobahn al sterk neigt naar electro en electropop, waar Kraftwerk later bekend om stond.
Ook aangaande de productie is dit album een keerpunt; dit is het laatste opgenomen en gemixt met Conny Plank in deze studio in Keulen. Alle hierop volgende albums zijn opgenomen in de eigen "Kling-Klang"-studio in Düsseldorf.
De platenhoes werd ontworpen en geschilderd door Emil Schult. Deze laat een heuvelig landschap zien doorkruist door een snelweg ("Autobahn"), waarop een Mercedes-Limousine en een Volkswagen Kever rijden.
Verder zijn een viaduct en een zonsondergang te zien. Dit beeld is gebaseerd op de nuchtere-idealiserende stijl van reclamebeelden uit de jaren 60.
De rugzijde van de platenhoes toont oorspronkelijk de bandleden op de achterbank van een personenauto. Op de cd-uitgave werd dit vervangen door een live-foto uit de vroege jaren tachtig. Op Gatefold-lp-uitgaven op de binnencover en in het boekje van de cd-uitgave is te zien met het opschrift "Kraftwerk – Autobahn".
In 2009 verscheen een "Kling Klang Digital Master 2009" genoemde geremasterde digipack-oplage, die het "Autobahn-logo" laat zien.

## Stijl
De klank van de band op "Autobahn" was licht veranderd ten opzichte van het voorgaande werk.
Kenmerkend bleef echter de monotoon-herhalende opbouw van de stukken, opvallend is echter de titelsong die de complete A-kant van de lp inneemt. Interpretaties van tekst en muziek laten de monotonie horen van een rit over de snelweg. Verscheidene geluidseffecten doen dit versterken: zoals het dopplereffect, aanzwellende en afnemende tonen (die voorbijrijdende auto’s nabootsen) en stereo-effecten. In muzikaal perspectief is Autobahn zeer afwisselend en gedurende de volledige speeltijd doorgecomponeerd. Daarbovenop zijn er ook enige variatie in tempo en verschillende instrumentale melodieën te horen.
Autobahn is het eerste stuk van Kraftwerk waarop gezongen wordt. De tekst is geschreven in samenwerking met Emil Schult, die ook de cover schilderde. Bekend is vooral de steeds terugkerende zin "Wir fahr'n, fahr'n, fahr'n/auf der Autobahn".
Verdere, doch opzichzelfstaande tekstdelen beschrijven bepaalde indrukken van de rit (markeringen, weer, landschap) en dragen samen met de laconieke en koele spreekzang wezenlijk bij aan de monotone indruk van het stuk.
Tegenover de titelsong staan de overige nummers van het album duidelijk op de achtergrond. Kometenmelodie 1 en 2 waren in 1973 al als single met de namen "Kohoutek – Kometenmelodie" uitgegeven.
De oorspronkelijke naam is tot stand gekomen doordat de naar Luboš Kohoutek vernoemde komeet C/1973 E1 Kohoutek, in 1973 te zien was.
Beide stukken zijn in principe identiek en onderscheiden zich alleen door het tempo en diverse toegevoegde/uitgeknipte(?) solo-passages. Basis van de compositie is arpeggio in verschillende lagen over een cadens in C-majeur. "Mitternacht" en "Morgenspaziergang" zijn kortere en meer minimalistische klank-collages die de stemmingen die genoemd worden in de titel goed beschrijven (ongemakkelijke donkerheid in "Mitternacht" ("Middernacht") en het ontwaken van de natuur in "Morgenspaziergang" ("Ochtendwandeling").

## Titellijst

### Originele lp
Kant A
1. Autobahn (22:30)

Kant B
1. Kometenmelodie 1 (6:20)
2. Kometenmelodie 2 (5:44)
3. Mitternacht (4:40)
4. Morgenspaziergang (4:00)

### Cd-versie
1. Autobahn (22:42)
2. Kometenmelodie 1 (6:20)
3. Kometenmelodie 2 (5:45)
4. Mitternacht (3:40)
5. Morgenspaziergang (4:00)

## Bezetting
- Ralf Hütter – zang, toetsen en synthesizer
- Florian Schneider-Esleben – zang, toetsen en synthesizer
- Klaus Roeder – gitaar, E-bow
- Wolfgang Flür – elektronisch slagwerk

## Instrumenten
- Minimoog
- Customized Farfisa Rhythm Unit 10
- Vox Percussion King
- Farfisa Professional Piano
- EMS Synthi-A
- Schulte Compact Phasing A
- Mutron Biphase

## Trivia
Het album Doppelalbum (Dubbelalbum) is (zoals de titel aangeeft) een dubbel-lp waar gedeeltelijk dezelfde nummers opstaan als op Autobahn, inclusief "Autobahn" zelf.